# Carentinus
Carentinus was volgens de overlevering de vierde bisschop van Keulen.
Over precieze data van zijn leven, zoals zijn geboorte- en sterfdatum, is niets overgeleverd. Carentinus werd in 565/566 door Venantius Fortunatus als de hersteller van zijn kerk bezongen.
Het verslag van Venantius Fortunatus over de bouwactiviteit van bisschop Carentinus, volgens dewelke hij matronea in een reeds bestaande kerk liet bouwen of een nieuwe kerk met matronea optrok, om de toenemende toestroom aan gelovigen op te vangen, heeft waarschijnlijk betrekking op de Merovingische uitbreiding van de Dom.